# Sulfur d'amoni
El sulfur d'amoni és la sal d'amoni del sulfur d'hidrogen. Té la fórmula (NH₄)₂S i pertany a la família dels sulfurs. És un sòlid cristal·lí groc, estable només sota 0 °C; a temperatures més altes es descompon donant amoníac, hidrògenosulfur d'amoni i polisulfur. És obtingut en fred bé fent passar H₂S en amoníac concentrat, bé fent reaccionar volums adequats de H₂S i NH₃ a -18 °C. És emprat per a patinar bronze, en la indústria tèxtil i en fotografia. A la natura, és un producte del procés de descomposició. També està present en els núvols de gasos de l'atmosfera de Júpiter.

## Propietats
És un compost relativament inestable (cristalls de descomposició a -18 °C, però que existeix i és més estable en solució aquosa. Amb un pKa que passa dels 15, l'ió hidrosulfur, de manera significativa, no pot ser desprotonat per l'amoníac. Per tant, aquestes solucions consisteixen principalment en una mescla d'amoníac i hidrosulfur d'amoni (NH₄)SH. Té una olor semblant a la del sulfur d'hidrogen (ou podrit), i les seva solució aquosa pot ser perillosa, ja que emet sulfur d'hidrogen.

## Síntesi i ús
El sulfur d'amoni pot ser sintetitzat per la reacció del sulfur d'hidrogen amb amoníac (solució aquosa o gasosa) en excés.
{\displaystyle \mathrm {2\;NH_{3}\;+\;H_{2}S\;\rightarrow (NH_{4})_{2}S} }
S'utilitza sovint en el mètode d'anàlisi química de l'anàlisi qualitativa inorgànica. Permet, mitjançant la seva unió amb cations de metalls pesants (níquel, cobalt, ferro, manganès, crom, alumini o zinc) una precipitació de la mostra desconeguda, i així poder-la identificar mitjançant proves de detecció. També s'utilitza en fotografia, per aplicar la pàtina de bronze, i en les manufactures de la indústria tèxtil. A causa de la seva olor, és un ingredient actiu de molts productes.